# 貝爾豐特 (賓夕法尼亞州)
貝爾豐特（英語：Bellefonte, Pennsylvania）是美國賓夕法尼亞州的一座市鎮，是申特縣的縣治，人口約6,200人。貝爾豐特境內的貝爾豐特历史街区於1977年被列入國家史跡名錄。
城镇以维多利亚式建筑为特色。它也是天然泉水的所在地，该镇因此得名（“la belle fonte”，由查尔斯·莫里斯·德·塔列朗-佩里戈尔 (Charles Maurice de Talleyrand-Périgord)在 1790 年代对宾夕法尼亚州中部进行土地投机访问时赠予）。然而，作为城镇供水的泉水已被覆盖，以符合DEP水纯度法。Bellefonte的早期发展是作为一个“自然小镇”。它从一所房子和一个十字路口开始，然后发现了铁，城镇发展壮大。

## 历史
威廉·兰姆(William Lamb)于1794年将他的磨坊卖给了约翰·邓洛普(John Dunlop)。次年，约翰的父亲詹姆斯·邓洛普(James Dunlop)和约翰的女婿詹姆斯·哈里斯 (James Harris，1756-1841年) 规划了这座后来被称为贝尔方特的小镇。
随着岁月的流逝，贝尔方特蓬勃发展，很快成为匹兹堡和哈里斯堡之间最具影响力的城镇。
贝尔丰特被指定为中央县的县城，原因之一是它位于该县的地理中心。虽然称为中央县，但该县与宾州的中心位置有所偏差，宾夕法尼亚州的地理中心位于该市（也就是中央县的中部）西南方数英里处，在设立宾州州立学院时，费城和匹兹堡以及其他宾州有影响力的城镇都在争夺这个学院的设立地点，因此州政府最终将该学院设置在宾州的地理中心点，当时该中心点是一个乡村中学所在地。州立学院一开始规模很小，因为该县的地理位置相对于宾州的经济中心（费城、匹兹堡、哈里斯堡、利哈伊谷等）而言非常偏僻，位于群山之间且没有可以通航的河流，也很靠近宾夕法尼亚荒野地带，因此在很长一段时间里贝尔丰特都是该县最大的定居点。后来州立学院升格为宾夕法尼亚州立大学，并吸引了大量国内外学生就读，州学院市一举超过贝尔丰特成为该县的人口、经济、文化和教育中心，贝尔丰特反而默默无名。

## 地理
贝尔方特位于Ridge and Valley Appalachians的Nittany山谷。它位于州学院东北部12英里处，位于中央县的地理中心。根据美国人口普查局的数据，该行政区的总面积为1.8平方英里（4.7平方公里），全部为土地。贝尔方特位于Spring Township的西北角，被Spring Township包围。

## 人口
| 调查年      | 人口  | 备注 | %±    |
| ----------- | ----- | ---- | ----- |
| 1810        | 303   |      | —     |
| 1820        | 433   |      | 42.9% |
| 1830        | 698   |      | 61.2% |
| 1840        | 1,032 |      | 47.9% |
| 1850        | 1,179 |      | 14.2% |
| 1860        | 1,477 |      | 25.3% |
| 1870        | 2,655 |      | 79.8% |
| 1880        | 3,026 |      | 14.0% |
| 1890        | 3,946 |      | 30.4% |
| 1900        | 4,216 |      | 6.8%  |
| 1910        | 4,145 |      | −1.7% |
| 1920        | 3,996 |      | −3.6% |
| 1930        | 4,804 |      | 20.2% |
| 1940        | 5,304 |      | 10.4% |
| 1950        | 5,651 |      | 6.5%  |
| 1960        | 6,088 |      | 7.7%  |
| 1970        | 6,828 |      | 12.2% |
| 1980        | 6,300 |      | −7.7% |
| 1990        | 6,358 |      | 0.9%  |
| 2000        | 6,395 |      | 0.6%  |
| 2010        | 6,187 |      | −3.3% |
| 2020        | 6,105 |      | −1.3% |
| [ 7 ] [ 2 ] |       |      |       |

截至2010年美国人口普查，该区有6187人、2,837户家庭和1,496个家庭。该行政区的人口组成是96.3%的白人，1.5%的黑人或非裔美国人，0.1%的美洲原住民，0.5%的亚裔，0.3%的其他种族，1.3%是两个或更多种族。1.4%的人口是西班牙裔或拉丁裔。人口密度为每平方英里3,510.1人（1,356.7人/平方公里）。
城里有3,038个住房单元，平均密度为每平方英里1,669.2个（644.5个/平方公里）。
2837户中，23.2%有18岁以下子女同住，39.2%为夫妻同住，3.5%为男户无妻，10.1%为女户无夫，47.2%%是非家庭成员。38.2%的家庭由个人组成，10.7%的家庭中有65岁或以上的独居者。平均每户人数为2.10人，平均家庭人数为2.81人。
按年龄划分的人口分布如下：18岁以下占18.4%，18至24岁占9.3%，25至44岁占29.5%，45至64岁占25.7%，65岁或以上占 17.1%。中位年龄为39岁。每100名女性对应 89.0 名男性。每100名18岁及以上的女性对应87.9名男性。
该行政区家庭的收入中位数为48,211美元，一个家庭的收入中位数为62,292美元。该行政区的人均收入为26,938美元。约有 4.4% 的家庭和10.2%的人口处于贫困线以下，其中18岁以下的人口占3.8%，65岁或以上的人口占 11.0%。

## 参考文献

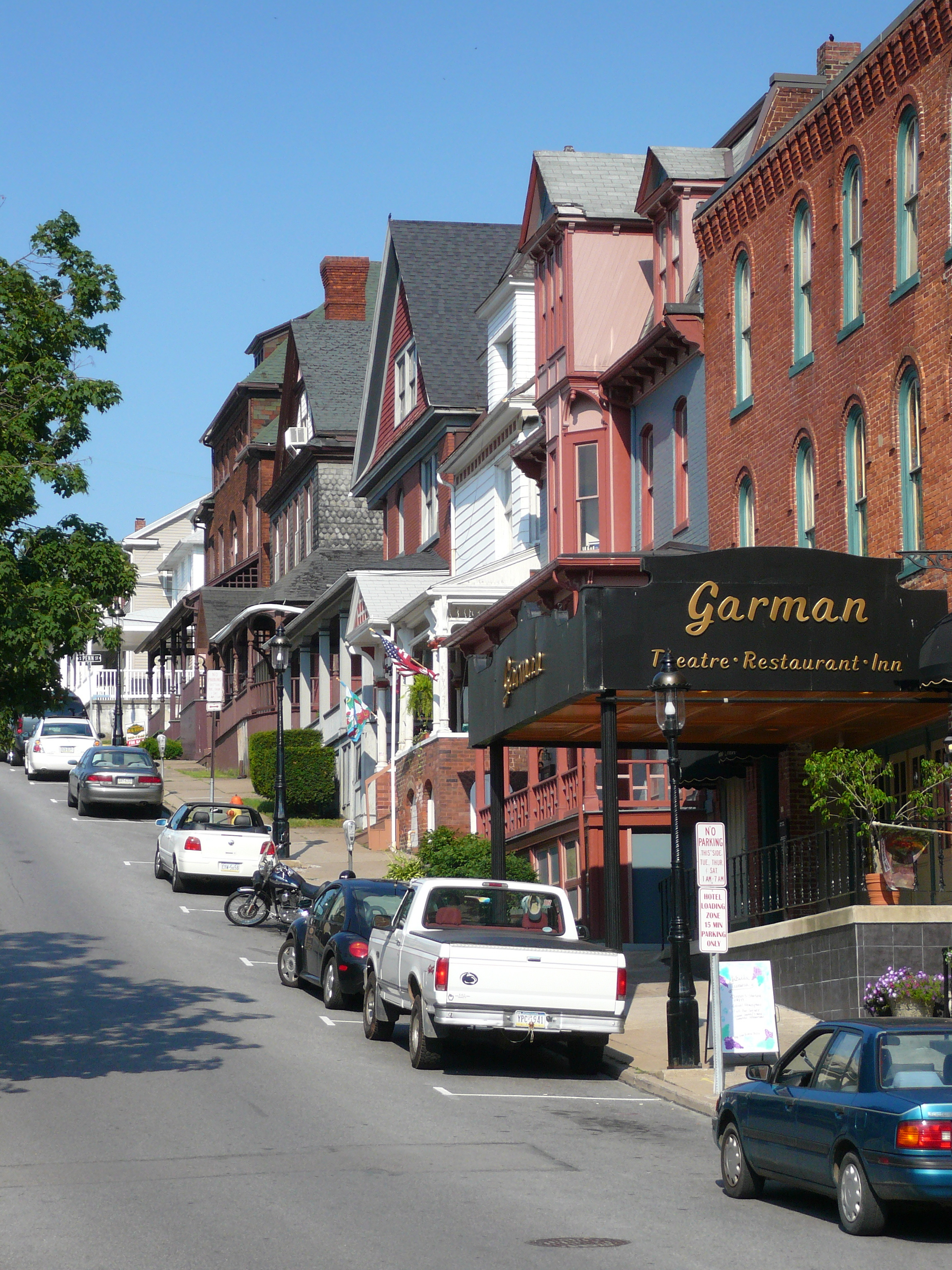